# Oreste Giorgi
Oreste Giorgi (ur. 19 maja 1856 w Valmonte, zm. 30 grudnia 1924 w Rzymie) – włoski duchowny katolicki, wysoki urzędnik Kurii Rzymskiej, kardynał.

## Życiorys
Święcenia kapłańskie otrzymał 21 grudnia 1878 w bazylice laterańskiej z rąk kardynała Raffaele Monaco La Valletta. Wraz z nim ordynowany został przyszły papież Benedykt XV. Był następnie wykładowcą w Kolegium Rzymskim, a od 1891 rozpoczął pracę w Kurii Rzymskiej. Pracował m.in. w Penitencjarni Apostolskiej, Kongregacji ds. Biskupów i Zakonów, jako audytor Roty Rzymskiej i sekretarz w Kongregacji Soboru. W międzyczasie otrzymał szereg tytułów i godności kościelnych, takich jak: prałat, infułat, a także kanonik bazyliki laterańskiej.
4 grudnia 1916 kreowany kardynałem diakonem Santa Maria in Cosmedin. W marcu 1918 został Wielkim Penitencjarzem, który to urząd sprawował do śmierci. Brał udział w konklawe 1922 roku. 26 kwietnia 1924 otrzymał nominację na tytularnego arcybiskupa Ancira. Konsekracja miała miejsce dzień później. Dokonał jej sam papież Pius XI. Tuż po tej ceremonii zrezygnował ze swej stolicy tytularnej. Zmarł na zapalenie płuc i pochowany został w rodzinnej miejscowości.